# 명나방상과
명나방상과(Pyraloidea)는 나비목에 속하는 나방 상과의 하나로 전 세계적으로 약 16,000여 종을 포함하고 있다. 일반적으로 아주 작은 나방이다. 이 상과는 팔랑나비붙이과, 창나방과, 깃털나방과 (깃털나방붙이과 포함), 털날개나방과 그리고 명나방과를 포함한 적이 있었다. 현재는 통상적으로 포충나방과를 명나방과에서 분리시켜 포함하며, 앞에서 열거한 4개 과는 분리하여 별도의 다른 상과로 분류하고 있다. 일부 속(예를 들면, Hydriris, Micronix 그리고 Tanaobela)은 아직도 명확한 분류를 하기 어려우며, 포충나방과와 명나방과로 다양하게 분류하고 있다.
전체 나비목 중에서, 명나방류는 환경에 적응하는 가장 다양한 생활사를 보여주는 나방이다. 이 종들의 대부분의 유충은 살아있는 식물의 속을 먹거나 잎말이나방처럼 잎을 말려 말거나, 가장자리를 뜯어 먹거나, 파먹거나, 구멍을 뚫고, 뿌리 혹은 씨앗 등 식물 외부의 잎을 먹는다. 일부 종들은 개미 굴에서 기생하거나(위르티아아과), 깍지벌레보다 먼저 나타나거나(피시타아과) 벌집에서 산다(갈레리아아과). 아센트롭푸스아과(Acentropinae)의 유충은 물 속 생활에, 피시타아과(Phycitinae)와 피랄리스아과(Pyralinae)의 몇몇 종은 아주 건조한 환경에 적응했으며, 이때는 저장해 둔 먹이를 먹는다. 다른 종들은 동물의 사체 또는 배설물과 같은 유기 퇴적물을 먹이로 취한다.